# Aníbal Álvarez Bouquel
Aníbal Álvarez Bouquel (Roma, 1 de diciembre de 1809-Madrid, 5 de abril de 1870) fue un arquitecto y teórico de la arquitectura español, activo en la ciudad de Madrid.

## Biografía
Aníbal Álvarez Bouquel, arquitecto español nacido en Roma en 1809, vivió en dicha ciudad hasta 1827, año en el que su padre, el escultor José Álvarez Cubero, regresó a España con su familia. 

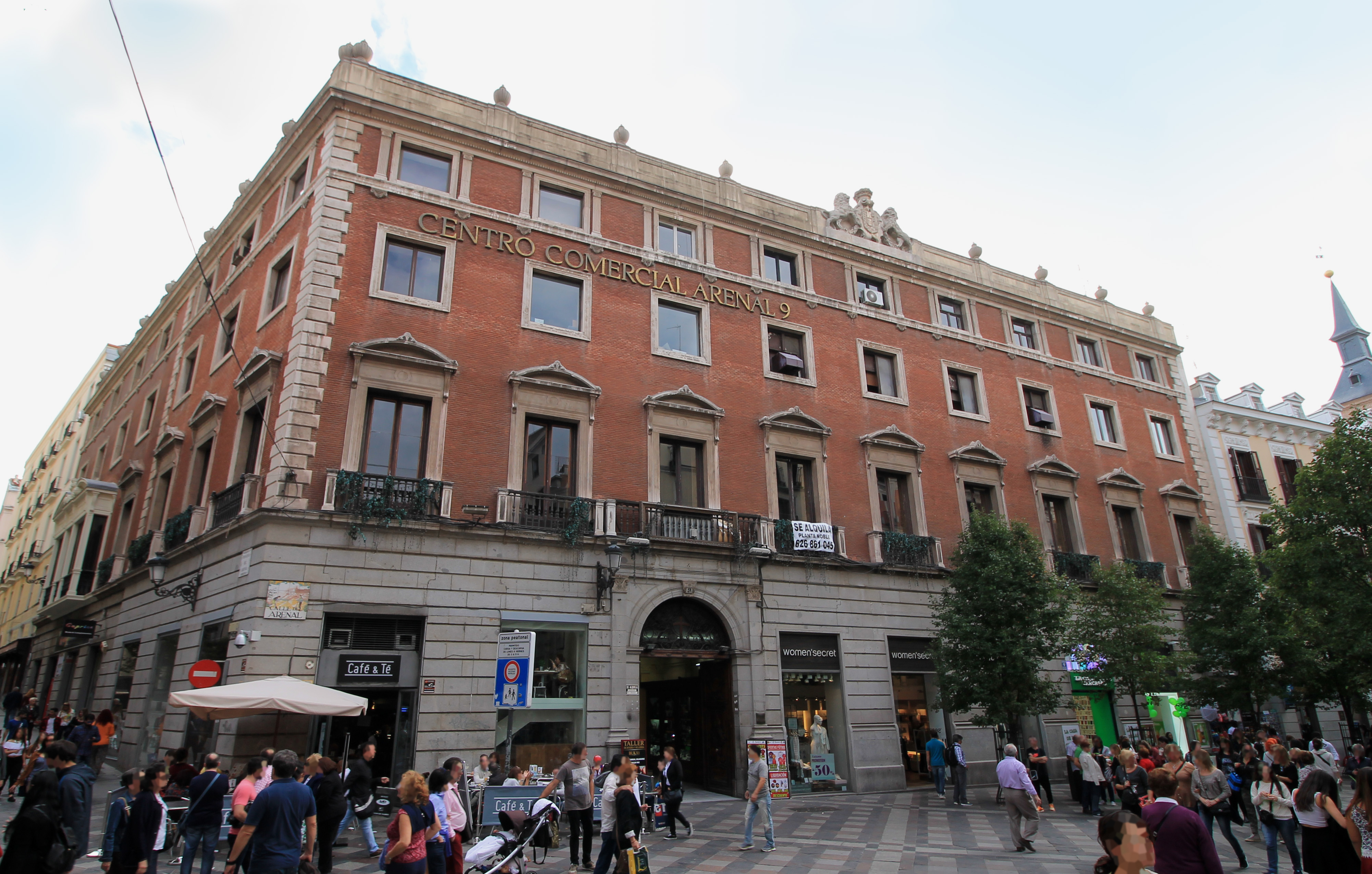
Palacio de Gaviria en la madrileña calle Arenal

Inició su carrera en la Real Academia de Bellas Artes de San Fernando en Madrid bajo la tutela de Isidro González Velázquez. Viajó a Roma y continuó su enseñanza en la capital italiana durante un periodo de cuatro años, de 1832 a 1835. Regresó a Madrid donde es encargado de diversos proyectos en el diseño de cárceles siguiendo los principios del sistema Bentham. En 1844 fue nombrado director de la sección de Arquitectura de la Real Academia de San Fernando y, desde 1846 hasta su muerte, ocupó el cargo de tesorero en dicha institución. 
Fue un precursor, al igual que Pascual Colomer, de la futura escuela de Arquitectura en Madrid. Fue un iniciador del movimiento ecléctico. Notable teórico de la arquitectura, publicó en 1846 un libro titulado Teoría del arte arquitectónico que llegó a ser un texto de estudio en la época. Falleció en Madrid en 1870, siendo enterrado en la desaparecida Sacramental de San Luis.
Fue padre del también arquitecto Manuel Aníbal Álvarez Amoroso.

## Obras
Del conjunto de obras (palacios y edificios institucionales, sobre todo) realizadas en la ciudad de Madrid se pueden destacar:
- Salón de sesiones del Senado en la plaza de la Marina Española, en el año 1840.[3]
- Casa de Canga Argüelles en la costanilla de los Capuchinos, en 1844.
- Quinta de Bruguera en el paseo de la Castellana, en 1844.
- Reforma del Palacio de Abrantes en la calle Mayor, entre 1844 y 1845.
- Palacio del marqués de Gaviria en la calle Arenal, en 1846.
- Palacio del marqués de Perinat en la calle del Prado, en 1850.